# Houghton, New York
Houghton är en så kallad census-designated place i kommunen Caneadea i Allegany County i delstaten New York. Vid 2010 års folkräkning hade Houghton 1 693 invånare.